# Station Saincaize
Station Saincaize is een spoorwegstation in de Franse gemeente Saincaize-Meauce.